# Oedemera paradoxa
Oedemera paradoxa is een keversoort uit de familie schijnboktorren (Oedemeridae). De wetenschappelijke naam van de soort is voor het eerst geldig gepubliceerd in 1873 door Motschoulsky.